# Haora
Haora (eller Howrah, bengali: হাওড়া) är en stad vid Huglifloden i Indien. Folkmängden uppgick till 1,1 miljoner invånare vid folkräkningen 2011. Den är administrativ huvudort för distriktet Haora. Staden ingår i Calcuttas storstadsområde.
Haora ligger vid västra stranden av Huglifloden, mitt emot Calcutta, med vilken Haora är förenad med bland annat Haorabron (Rabindra Setu). Staden är även ändstation vid den bengaliska stambanan. Haora är en stor industristad där det produceras till exempel textilier, glas, konfektion, cigaretter, batterier, träprodukter och allehanda halvfabrikat av jute och bomull.
I Haora finns Indiens äldsta (1786) botaniska trädgård, med bland annat ett unikt banjanträd. Nära botaniska trädgården finns Bengal Engineering College, en teknisk högskola.

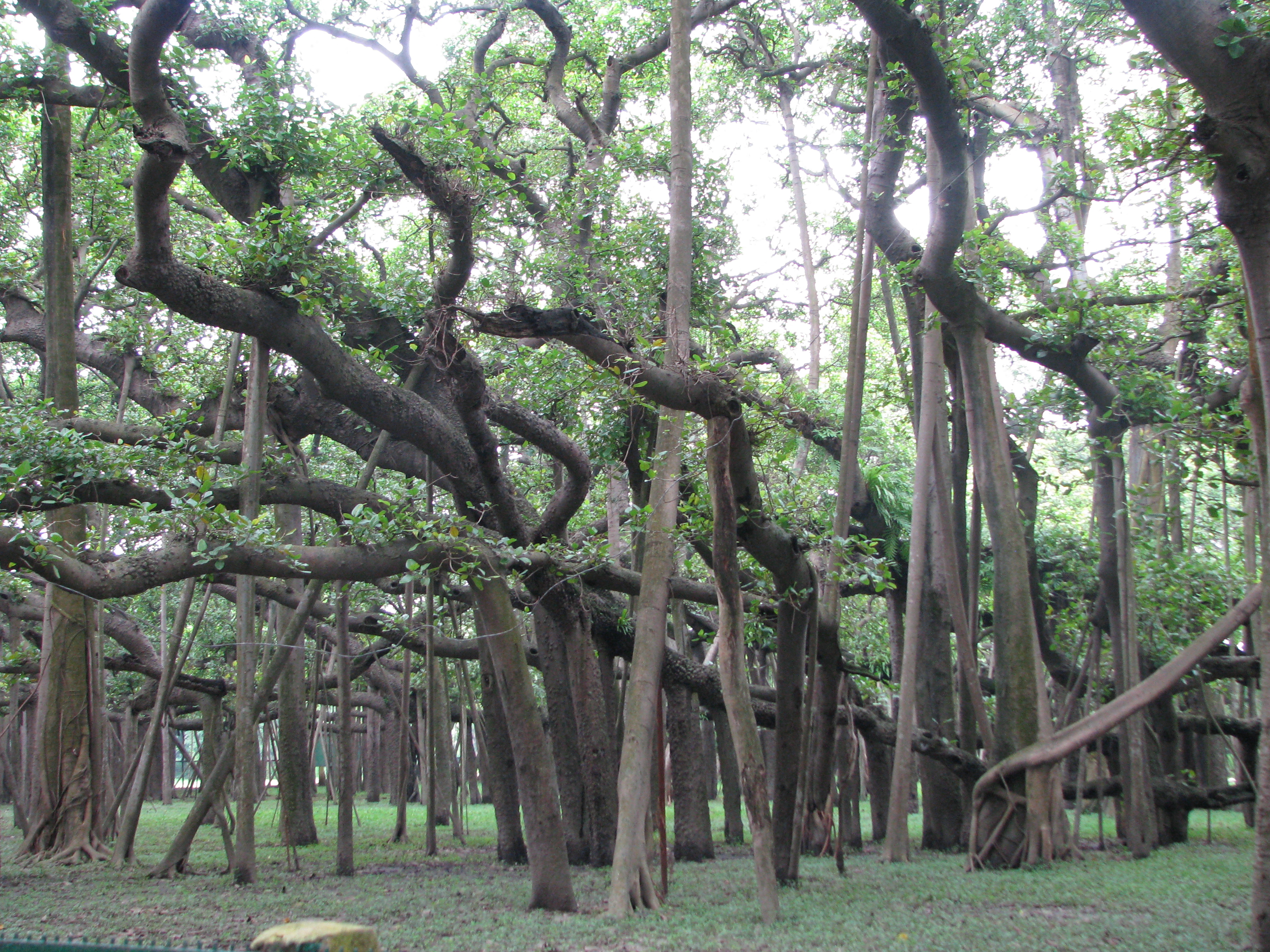
Det stora banjanträdet.